# Nettet
For andre betydninger se net.
Nettet (Reticulum) er et stjernebillede på den sydlige himmelkugle.